# Helmut Schanze

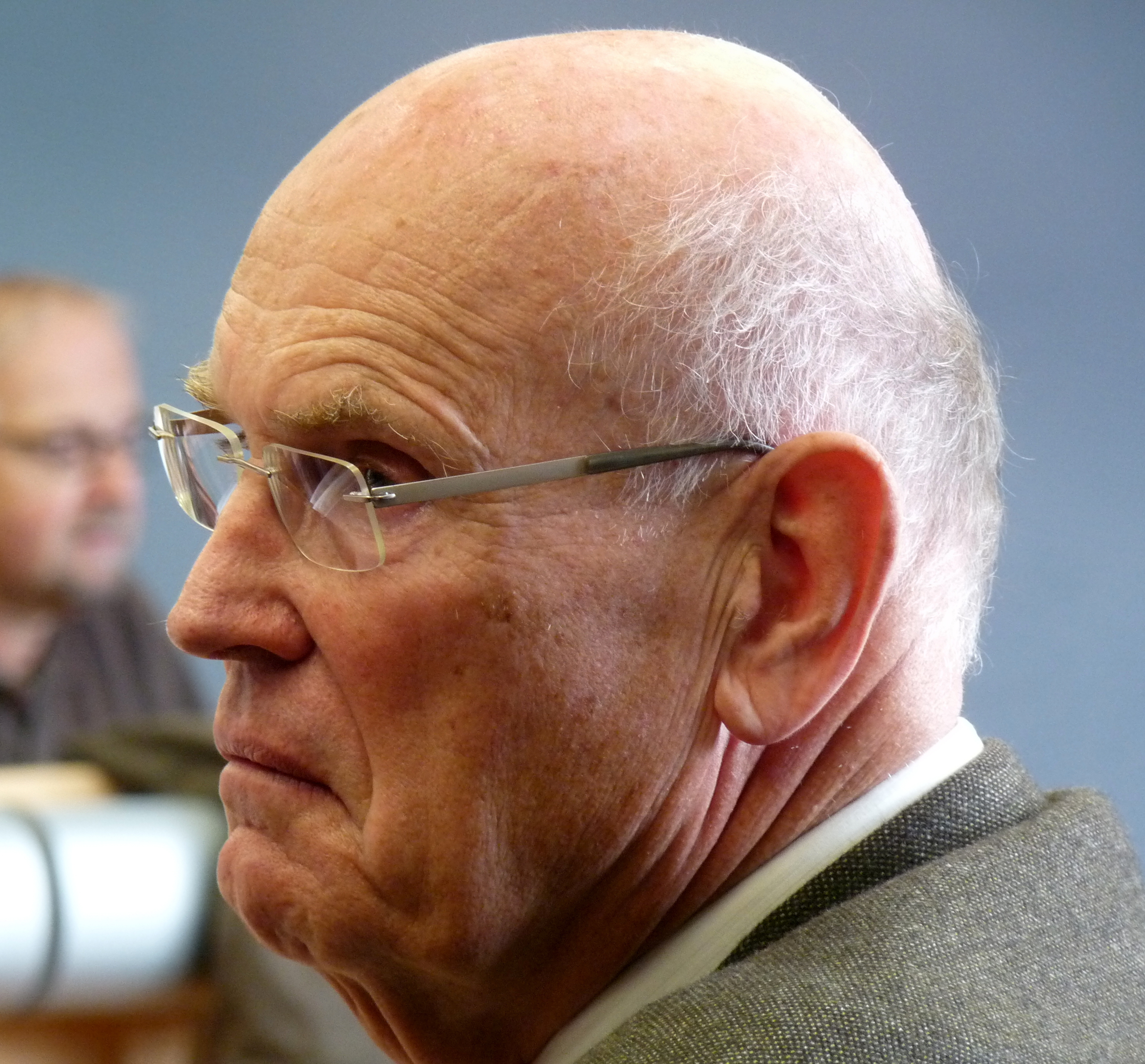
Helmut Schanze

Helmut Schanze (* 7. August 1939 in Frankfurt am Main) ist ein deutscher Germanist und Medienwissenschaftler.

## Leben
Helmut Schanze studierte  nach dem Abitur Deutsche Philologie, Philosophie, Geschichte und Politische Wissenschaft an der Universität Frankfurt u. a. bei Theodor W. Adorno und Heinz Otto Burger. Dort erhielt er 1965 seine Promotion mit einer Arbeit über Romantik und Aufklärung bei Friedrich Schlegel und Novalis. 1966 bis 1972 arbeitete Schanze als wissenschaftlicher Assistent am Germanistischen Institut der RWTH Aachen, wo er sich 1971 mit einer Untersuchung über das Theater im bürgerlichen Realismus habilitierte. Seit seiner Antrittsvorlesung „Literaturgeschichte als Mediengeschichte“ (publiziert 1976/77) gilt Schanzes Interesse der Mediengeschichte. Seine gleichnamige Vorlesungsreihe wurde 1974 als Medienkunde für Literaturwissenschaftler publiziert.
Seit 1972 hatte Schanze eine Professur an der RWTH Aachen, seit 1978 an der Pädagogischen Hochschule Rheinland, Abt. Aachen, und nach deren Integration 1980 wiederum an der RWTH Aachen. Von 1987 bis zu seiner Emeritierung im Jahr 2004 war er Professor an der Universität Siegen. Hier gehörte Schanze zu den Initiatoren des DFG-Sonderforschungsbereichs 240 „Bildschirmmedien“, dem er ab 1992 auch als Sprecher vorstand. Er leitete Forschungsprojekte zur Intermedialitätsforschung, über „Fernsehgeschichte der Literatur“, „Europäische Kinokunst im Zeitalter des Fernsehens“ sowie zur Erforschung der Neuen Medien („Textsysteme und Veränderungen des Literaturbegriffs“, „Interaktive Medien und ihre Nutzer“) und zur Medienwertungsforschung („Medienwissenschaften und Medienwertung“). Zuletzt war Schanze Leiter des Projektes „Mediendynamik“, das er im DFG-Sonderforschungsbereich „Medienumbrüche 1900/2000“ durchführte. Im Dezember 2020 wurde Schanze ins PEN-Zentrum Deutschland berufen.

## Forschung
Schanzes wissenschaftliche Arbeiten umfassen Veröffentlichungen zur Literatur des 18. bis 20. Jahrhunderts, zur Rhetorik und Rhetorikgeschichte, zur Mediengeschichte und Medientheorie sowie zur Kulturinformatik. 1966 erscheint Schanzes Dissertation zu Friedrich Schlegel und Novalis mit dem Versuch, das Werk der beiden Romantiker hinsichtlich einer Dialektik der Aufklärung zu lesen. In diesem Sinn löst sich Schanze von der älteren Novalis-Forschung und stößt dabei zu neuen komplexen Einsichten vor. Veröffentlichungen zum Drama im bürgerlichen Realismus, zu Goethes Dramatik sowie zu Goethes Faust folgen. Aber auch der Romantik-Forschung bleibt Schanze weiterhin verbunden: 1994 gibt er das Romantik-Handbuch heraus, das heute als Standardwerk gilt.
Schanze gehört zu jener Generation von Germanisten, die sich frühzeitig auf medienwissenschaftliche Problemstellungen einlassen konnte. Seine Medienkunde für Literaturwissenschaftler, die bereits 1974 erscheint, betritt diesbezüglich ebenfalls Neuland: Die Medienkunde befasst sich noch vor dem Aufstieg der Medienwissenschaften aus dem Geist der Germanistik (Jochen Hörisch, Friedrich Kittler, Helmut Kreuzer, Siegfried J. Schmidt, Michael Wetzel) mit möglichen Fragestellungen und Grundlagen einer ‚medienkundlich‘ informierten Literaturwissenschaft. In der Folge intensiviert und erweitert Schanze diesen Zweig seiner Lehr- und Forschungstätigkeit und wird darin zum Experten für die Theorie und Praxis des Fernsehens. Aber auch der von Schanze geprägte Begriff der „digitalen Plattform“, das von ihm herausgegebene Handbuch der Mediengeschichte (2001) sowie das Lexikon Medientheorie, Medienwissenschaft (2002) zeugen von der von Schanze auf diesem Gebiet vorangetriebenen Grundlagenforschung – beide Bücher zählen zu den Standardwerken medienkulturwissenschaftlicher Forschung.
Zudem gilt Schanzes Interesse von Anfang an einer ‚medienreflexiven‘ Literatur: Gemeint ist damit eine Literatur, die sich nicht nur den Medien zuwendet, sondern auch die eigene Medialität zu reflektieren in der Lage ist. Einen weiteren Fokus seiner Arbeiten bildet die Rhetorik und Rhetorikforschung. Schanze veröffentlicht zur Rhetorik im Allgemeinen, zu Rhetorik und Philosophie sowie zu Nietzsches Rhetorik. Außerdem ist er Mitherausgeber der Buchreihen „Figuren“, „Indices zur deutschen Literatur“ und „Medien und Fiktionen“.

## Veröffentlichungen (Auswahl)
- Romantik und Aufklärung. Untersuchungen zu Friedrich Schlegel und Novalis (= Erlanger Beiträge zur Sprach- und Kunstwissenschaft. Band 27). Carl, Nürnberg 1966, DNB 458821365.
- Drama im bürgerlichen Realismus (1850–1890). Theorie und Praxis (= Studien zur Philosophie und Literatur des neunzehnten Jahrhunderts. Band 21). Klostermann, Frankfurt am Main 1973, DNB 730330931.
- Medienkunde für Literaturwissenschaftler. Einführung und Bibliographie (= Uni-Taschenbücher. Band 302 = Pragmatische Texttheorie. Band 4). Fink, München 1974, ISBN 3-7705-1059-3.
- als Hrsg.: Rhetorik. Beiträge zu ihrer Geschichte in Deutschland vom 16.–20. Jahrhundert. Athenaion, Frankfurt am Main 1974, ISBN 3-7610-7195-7.
- Goethes Dramatik. Theater der Erinnerung (= Theatron. Band 4). Niemeyer, Tübingen 1989, ISBN 3-484-66004-X.
- mit Josef Kopperschmidt (Hrsg.): Rhetorik und Philosophie. Fink, München 1989, ISBN 3-7705-2586-8.
- mit Helmut Kreuzer (Hrsg.): Fernsehen in der Bundesrepublik Deutschland. Perioden – Zäsuren – Epochen (= Reihe Siegen. Band 104). Winter, Heidelberg 1991, ISBN 3-533-04369-X.
- als Hrsg.: Romantik-Handbuch. Kröner, Stuttgart 1994, ISBN 3-520-83101-5.
- mit Bernhard Zimmermann (Hrsg.): Geschichte des Fernsehens in der Bundesrepublik Deutschland. Band 2: Das Fernsehen und die Künste. Fink, München 1994, ISBN 3-7705-2801-8.
- mit Josef Kopperschmidt (Hrsg.): Nietzsche oder "Die Sprache ist Rhetorik" (= Figuren. Band 1). Fink, München 1994, ISBN 3-7705-2947-2.
- als Hrsg.: Fernsehgeschichte der Literatur. Voraussetzungen – Fallstudien – Kanon. Fink, München 1996, ISBN 3-7705-3120-5.
- mit Manfred Kammer (Hrsg.): Interaktive Medien und ihre Nutzer. 4 Bände. Nomos, Baden-Baden 1998–2002.
- Faust-Konstellationen. Mythos und Medien. Fink, München 1999, ISBN 3-7705-3394-1.
- als Hrsg.: Handbuch der Mediengeschichte (= Kröners Taschenausgabe. Band 360). Kröner, Stuttgart 2001, ISBN 3-520-36001-2.
- als Hrsg.: Metzler Lexikon Medientheorie, Medienwissenschaft. Ansätze, Personen, Grundbegriffe. Metzler, Stuttgart/Weimar 2002, ISBN 3-476-01761-3.
- mit Sibylle Bolik (Hrsg.): Medienwertung. Fink, München 2001, ISBN 3-7705-3601-0.
- mit Gebhard Rusch und Gregor Schwering: Theorien der Neuen Medien. Kino – Radio – Fernsehen – Computer. Fink, Paderborn 2007, ISBN 978-3-7705-4219-2.
- Goethe–Musik. Fink, Paderborn 2009, ISBN 978-3-7705-4912-2.
- mit Gregor Schwering und Henning Groscurth: Grundkurs Medienwissenschaften. Klett Lerntraining, Stuttgart 2009, ISBN 978-3-12-939006-1.
- Erfindung der Romantik. Metzler, Stuttgart 2018, ISBN 978-3-476-04707-6.